# Eclipse (novela)
Eclipse es una novela de fantasía y romance para jóvenes, escrita por la autora Stephenie Meyer y publicada el 7 de agosto de 2007. Es la tercera parte de una serie de cuatro libros, que incluye Crepúsculo, Luna Nueva y Amanecer. Además, existen otros dos libros pertenecientes a la saga; el primero, Sol de Medianoche, es una versión de Crepúsculo contada desde la perspectiva de Edward, y La Segunda Vida de Bree Tanner ("The Short Second Life of Bree Tanner"), se centra en Bree, personaje secundario de Eclipse, quien relata su vida como neófita. Asimismo hay una guía oficial de Crepúsculo para fanáticos.
Esta novela vendió más de 150.000 copias en las primeras 24 horas. Además, fue el cuarto libro más vendido en 2008, solo superado por Crepúsculo, Luna Nueva y Amanecer (pertenecientes a la misma saga). Al igual que sus predecesoras, la novela contó con una adaptación cinematográfica que fue estrenada el 30 de junio de 2010.
Eclipse recibió críticas generalmente positivas. Los críticos destacaron la exploración de temas más maduros que los de sus predecesores y alabaron el triángulo amoroso que presenta esta novela.

## Portada
La portada consiste en una fotografía de un lazo rojo desgarrado y casi dividido por la mitad. Stephenie Meyer mencionó en una entrevista que para ella, la portada de Eclipse simboliza a Bella tratando de cortar con su vida humana y la dificultad que esto mismo le presenta. De igual forma puede significar la ruptura de la amistad entre Bella y Jacob. 
El nombre Eclipse también tiene un significado que va en relación con la trama de este libro, ya que representa el triángulo amoroso entre Bella, Edward y Jacob, tal como la Luna, el Sol y la Tierra cuando se produce un eclipse. 
En el libro, Bella le dice a Jacob que él fue el Sol que alumbró la oscuridad en la que se quedó cuando Edward se marchó, pero ahora que estaba de regreso no sería posible verlo más (a Jacob). Jacob agrega que su sol puede luchar contra la oscuridad (cuando Edward la abandona) pero no contra un eclipse (cuándo Edward vuelve y eclipsa a Jacob).

## Argumento
La historia comienza cuando Bella lee una carta de Jacob, en la que percibe el enorme dolor y sufrimiento que tiene por su causa.
Sin embargo, su atención se centra en el extraño comportamiento de su padre, Charlie, quien le levanta el castigo bajo el cual se encontraba. Bella continúa su relación con Edward haciendo caso omiso a las opiniones de los demás. Un día, en el instituto, Bella se percata de que Alice tiene una visión, pero al preguntar por ella a Edward, este cambia de tema haciendo mención de los boletos a Florida que Esme Cullen y Carlisle Cullen les habían regalado, sugiriendo hacer uso de ellos, a lo que Bella se niega. 
Bella y Edward viajan a Jacksonville el fin de semana, teniendo una agradable visita con Renée, quien es capaz de detectar los enormes sentimientos de Edward por Bella. Una vez de regreso en Forks, Edward y Bella se enteran de que Jacob había tratado de llamar a Bella. En cuanto Jacob logra contactar a Bella, éste se limita a hacerle determinadas preguntas y cuelga, dejándola desconcertada. 
Al día siguiente, Edward y Bella no son bien recibidos en el colegio por Jacob, quien comienza a tener una muy tensa conversación con Edward, de la cual Bella no entiende nada. Es entre clases cuando Edward le explica a Bella que el sábado se desató una persecución por Victoria, y durante su escape hubo una terrible confusión entre las barreras de los Cullen y los licántropos.
Durante uno de los días de trabajo rutinarios de Bella, ésta recuerda a Jacob, y cuando se da cuenta de que tiene el día casi libre, aprovecha que los Cullen se encontraban de cacería para visitar a Jacob y ponerlo al corriente de todo lo ocurrido en Italia. En este lapso, Bella se da cuenta de que por más que Jacob se esfuerza por respetar a los Cullen, le es imposible. Esto la incita a marcharse, ignorando los relatos de Jacob, tales como el fenómeno de la imprimación y la trágica historia de Sam.
Más tarde, Bella ayuda a Ángela con sus invitaciones para finalmente regresar a su hogar en donde tiene una pequeña pelea con Edward, quien le advierte sobre seguir viendo a los licántropos; finalmente ambos se reconcilian. Rosalie Hale visita a Bella y le cuenta el desafortunado desenlace que tomó su vida al convertirse en una vampiresa, esto con la intención de salvarla del mismo destino. Al día siguiente en el colegio, Jacob aparece para rescatar a Bella de su prisión al estilo Cullen. Ambos comienzan a pasar un buen momento juntos, pero Bella se molesta cuando Jacob desaprueba sus planes de convertirse en un vampiro, lo cual genera que regrese desanimada a su hogar para pasar tiempo con Edward.
Al regresar de la estancia en la casa de los Cullen, Bella se da cuenta de que falta ropa en su cuarto, lo que la hace suponer que fue Alice quien se la llevó. Al llegar Edward a la casa de Bella, detecta un olor a vampiro desconocido. Tomando esas pistas y las muertes ocurridas alrededor de Forks, se dan cuenta de que Victoria ha creado un ejército de neófitos para atacar a los Cullen y así poder matar a Bella.
En la fiesta de graduación de Bella llegan inesperadamente los lobos, quienes al enterarse de los acontecimientos, forman una alianza entre vampiros y licántropos. Bella se plantea el convertirse en vampiro para poder ayudar, aunque finalmente no lo logra. Los Cullen se dan cuenta de que el clan Vulturi van a enterarse del ejército de neófitos, pero Alice no puede ver nada porque los lobos están involucrados con ellos.
Cuando Alice finalmente logra ver el futuro, alerta a todos de que el ejército de Victoria no tardará en llegar. Jasper, que es quien entiende más de los neófitos, entrena tanto a los Cullen como a los lobos. Después del entrenamiento, Jasper le cuenta a Bella su trágica historia con María, la vampiresa que lo transformó cien años antes. Bella, Edward, Jacob y Seth acampan en un lugar apartado del prado donde se produciría la lucha, para así proteger a Bella. Jacob le hace saber a Bella la posibilidad de que no regrese nunca de la pelea con los neófitos, y es entonces cuando Bella se percata de que ama a Jacob, pero no tanto como a Edward. Cuando se produce el enfrentamiento, Victoria logra localizar a Bella y aparece en su escondite junto con el neófito Riley. Edward se enfrenta a Victoria y Seth hace lo mismo con Riley. Seth está al borde de la muerte cuando Bella se corta para distraer a los otros vampiros, y es gracias a esto que Edward y Seth logran vencer, para posteriormente regresar al prado a encontrarse con los Vulturi. Una vez arreglado el asunto, los Vulturi se marchan no sin antes hacer hincapié en la próxima transformación de Bella. 
De vuelta en su pradera favorita, Edward le propone matrimonio a Bella con el anillo de compromiso de su madre. Bella acepta.

## Desarrollo, inspiraciones e influencias.
Stephenie Meyer terminó el borrador de Eclipse antes del lanzamiento de “Crepúsculo” en octubre de 2005. Sin embargo, afirmó que el manuscrito final no difirió mucho del borrador. Originalmente, el libro tenía un final diferente cuando Eclipse fue pensado para ser el libro final en la serie, pues Meyer fue firmando a un reparto de tres libros con Little, Brown and Company. Esta afirmó que los sucesos de Eclipse se centran en la elección de Bella de convertirse en un vampiro y comprender plenamente el precio que tiene que pagar para someterse a la transformación, que ella no entendió en Crepúsculo y Luna Nueva (novelas anteriores). Dijo que "cada aspecto de la novela gira en torno a este punto, cada historia de espalda, cada relación, cada momento de acción". 
Según Meyer, el libro fue inspirado e influenciado por Wuthering Heights de Emily Brontë, aunque no le gustó este libro. Ella dijo que los personajes del libro la fascinan y le gusta leer ciertas partes, pero no disfruta del libro como un todo porque lo encuentra muy deprimente -una opinión expresada por Edward en Eclipse. Al comparar a Edward y Jacob con Heathcliff y Edgar Linton de Wuthering Heights, ella dijo: "Podrías mirar a Edward y Jacob desde una perspectiva y decir: Bueno, ésta es Heathcliff y ésta es Edgar. Y alguien podría decir: No, espere un segundo. Por esta razón y esa razón, esa es Heathcliff y la otra es Edgar... Me gusta esa confusión, porque así es la vida.“ 
En agosto de 2009, The Telegraph reportó que HarperCollins, la edición de Wuthering Heights -que tiene una portada "gótica" similar a las portadas de Crepúsculo- vendió más de 10.000 copias desde mayo de ese año, más del doble de la edición tradicional de Penguin Classics y superó la lista de libros clásicos del periódico. La primera vez debido a una referencia de la novela de Meyer. 

## Campañas de marketing y lanzamiento.

### Campañas de marketing.
Unos meses antes del lanzamiento de Eclipse, Meyer organizó un evento "Eclipse Prom" en la Universidad Estatal de Arizona con la ayuda de una librería local y el departamento de inglés de ASU. Las entradas se agotaron en siete horas, por lo que Meyer celebró un segundo baile en el mismo día; de nuevo las entradas se agotaron en cuatro horas. En el evento, Meyer leyó el primer capítulo de Eclipse, que fue lanzado en la edición especial de Luna Nueva ese mismo día. Además, la autora se embarcó en una gira de 15 ciudades para promover el libro. También publicó el primer capítulo en su web y publicó una "Cita del Día" de la novela en cada uno de los 37 días previos a su lanzamiento. 
Antes del lanzamiento del libro, Meyer también hizo una aparición en Good Morning America. 

### Lanzamiento
El 25 de julio, un incidente similar a la liberación temprana del séptimo libro de Harry Potter ocurrió con envíos de Eclipse. Barnes & Noble Booksellers envió accidentalmente copias anticipadas de Eclipse a algunos de los clientes que habían pre-ordenado. 
Para evitar la aparición de cualquier espóiler, muchos foros de fansite para la serie de Crepúsculo fueron cerrados. Stephenie Meyer también bloqueó sus comentarios de MySpace en un intento de evitar espóileres. En una carta abierta al fansite del Twilight Lexicon, Meyer suplicó a estos "afortunados lectores" que mantuvieran el final para sí mismos hasta que el resto de los fanáticos de Twilight tuvieran la oportunidad de leer y disfrutar de Eclipse también.

## Publicación y recepción.

### Ventas
“Eclipse” fue publicado con una tirada inicial de un millón de copias y vendió 150.000 copias en su primer día de lanzamiento. El libro fue reemplazado por “Harry Potter y las Reliquias de la Muerte” de J. K. Rowling en la cima de listas de best seller en todo el mundo, incluyendo la lista de “The New York Times Best Sellers”, a pesar de que las Reliquias de la Muerte habían sido lanzadas sólo dos semanas y media antes. Eclipse alcanzó el puesto número 1 en la lista de los mejores vendedores de los EE. UU.. Además, pasó más de 100 semanas en la lista, y más tarde se clasificó en el puesto 45 en la lista de los libros más vendidos de los últimos 15 años en octubre de 2008. “Eclipse”  fue el cuarto libro más vendido de 2008, sólo detrás de Crepúsculo, Luna Nueva y Amanecer, y el segundo best seller de 2009 detrás de Luna Nueva. También se clasificó en el primer puesto en la lista de Publishers Weekly en 2008 con sobre 4.5 millones de copias vendidas.

### Recepción cinematográfica.
Eclipse recibió críticas positivas en su mayoría. Anne Rouyer de “School Library Journal” dio a la novela una revisión positiva y dijo que "Meyer sabe lo que sus fanáticos quieren: emociones, escalofríos, y mucho romance, y ella ofrece en todos los aspectos." Rouyer también pensó que como en las dos versiones anteriores, "es la representación efectiva e intensa de Meyer del primer amor en toda su urgencia, pasión y confusión que impulsa la historia junto con los elementos sobrenaturales que vienen en un segundo cercano", y dijo que La "inyección de tensión sexual y sensualidad que no ha estado presente en la serie antes" contribuyó bien a la atmósfera emocional de la novela. Sin embargo, descubrió que las historias de los hombres lobo y de los vampiros ralentizaban el ritmo del libro y llamaban a la historia del ejército recién nacido un "complemento complicado", mientras señalaban que "contribuían de alguna manera a las epifanías de Bella sobre su futuro". 
Katie Trattner de “Blogcritics” elogió a los personajes y su desarrollo a lo largo de la novela, en particular las historias de Rosalie y Jasper, contradiciendo a Rouyer, afirmando: "La historia que los formó y sus reacciones hacia Bella se hacen claras y los personajes mucho más sólidos debido a este conocimiento. Creo que eso es parte del atractivo de estos libros -el hecho de que te envuelves en los personajes, que tocan lugares profundos dentro de ti mismo ". Ella elogió a Meyer por pintar una buena imagen emocional, así como el crecimiento emocional de Bella, y continuó diciendo que ella "escribe de manera fluida y propulsa al lector hacia adelante sin esfuerzo". 
Selby Gibson-Boyce de “Tulsa World” escribió: "Leí sin parar hasta que terminé. El libro de Meyer no se separará de mi mano. Exactamente lo mismo sucedió con Crepúsculo y Luna Nueva".  Publishers Weekly escribió: "Las legiones de lectores que están enganchados a las luchas románticas de Bella y el vampiro Edward devorarán éxtasis esta tercera entrega de la historia ", mientras que observa que, "es poco probable ganar encima de cualquier recién llegado". Las revisiones de Kirkus concluyeron su revisión que indica que las "caracterizaciones racialmente cargadas inquietantes del libro son compensadas por mensajes de superar la diferencia y trabajar juntos. Los fanáticos del triángulo amoroso angustiado de Bella engullirán esta entrada, y la conclusión abierta abre el camino para que la historia de Jake venga". 
Laura Buhl de About.com dio a la novela una revisión más mezclada, dándole 3,5 estrellas de 5. Ella encontró "los primeros varios capítulos ahogados por ediciones de los celos que son lentos desarrollarse", y dijo "las nuevas fuentes de Meyer del conflicto resulta pesado en algunos puntos y excesivo en otros ". A pesar de alabar a Meyer por la comprensión asombrosa y escribir el funcionamiento de la mente adolescente, ella notó que Bella es lenta en la aceptación de algunos aspectos obvios de la trama. Sin embargo, continuó alabando la batalla climática final para traer mucha emoción y emoción. La novelista Elizabeth Hand escribió una reseña negativa del libro para “The Washington Post”, calificándolo de "decepción" y criticándola por "no entregar nunca una épica", así como para Bella "un agujero insufrible". 
El New York Times escogió el libro como Editor's Choice.

## Adaptación cinematográfica
La adaptación cinematográfica de Eclipse se estrenó el 30 de junio de 2010. Se trata de la tercera entrega de la Saga Crepúsculo, después de Crepúsculo (2008) y de Luna nueva (2009). Summit Entertainment dio luz verde a la película en febrero de 2009. El director de Luna nueva, Chris Weitz, no permaneció como el encargado de dirigir Eclipse debido al empalme con la posproducción de la cinta anterior, por lo que la dirección estuvo a cargo de David Slade. El rodaje comenzó el 17 de agosto de 2009 y terminó el 31 de octubre del mismo año en Vancouver. Fue la primera película de Crepúsculo en ser filmada en IMAX. 

## Lista de Capítulos
1. Prefacio 
2. Ultimátum
3. Evasión 
4. Razones 
5. Naturalezas 
6. Imprimación 
7. Suiza
8. Desenlace Desafortunado 
9.  Genio 
10. Objetivo 
11. El Olor 
12. Leyendas 
13. Tiempo 
14. Neófito 
15. Declaración 
16. Apuesta 
17. Hito 
18. Pacto 
19. Instrucción 
20. Egoísmo 
21. Compromiso 
22. Pistas 
23. Hielo y Fuego 
24. Monstruo 
25. Decisión Precipitada 
26. Espejo 
27. Ética
28. Necesidades 
29. Epílogo: Elección (Este último es narrado por Jacob)